# Microplidus urundianus
Microplidus urundianus är en skalbaggsart som beskrevs av Schein 1956. Microplidus urundianus ingår i släktet Microplidus och familjen Melolonthidae. Inga underarter finns listade i Catalogue of Life.